# Tierärzte ohne Grenzen
Tierärzte ohne Grenzen e.V./ Vétérinaires Sans Frontières Germany ist ein gemeinnütziger Verein mit Sitz in Berlin, der in der tierärztlichen Not- und Katastrophenhilfe, humanitären Hilfe und Entwicklungszusammenarbeit tätig ist. Im Zentrum der Arbeit stehen die Menschen, deren Lebensgrundlage von der Tierhaltung abhängt (vor allem Pastoralisten) und das Ziel, ihre Lebenssituation zu verbessern. Denn gesunde Tiere haben für sie nicht nur einen hohen kulturellen Stellenwert, sondern bedeuten ganz praktisch Ernährungssicherung und die Möglichkeit, ein Einkommen zu erzielen.

## Grundsätze gemäß Eigendarstellung
Der Verein arbeitet nach eigenen Angaben unabhängig und unparteiisch. Die Arbeit ist nach eigenen Angaben frei von politischen oder religiösen Einflüssen, sie kommt Menschen ungeachtet ihrer Herkunft, ihres Alters oder Geschlechts zugute. Der Umgang mit der Kultur und Tradition der Menschen ist respektvoll, denn ihre Erfahrung und ihre Lebensstrategien lässt Tierärzte ohne Grenzen in die Projekte einfließen.
Um die Zivilgesellschaft vor Ort zu stärken, werden die betroffenen Menschen in die Projektplanung, -durchführung und -auswertung einbezogen, wo immer es möglich ist.
Ziel von Tierärzte ohne Grenzen ist es, dauerhafte, nachhaltige Strukturen aufzubauen und die Beteiligten zu befähigen, die Projekte nach ihrem Abschluss eigenständig weiter zu führen.
Alle Aspekte und Auswirkungen eines Projektes sollen berücksichtigt werden. Der Verein sieht die Lebensweise der Pastoralnomaden (Menschen, die von der Tierhaltung leben) als Ganzes und arbeitet daher in interdisziplinären Teams und in Kooperationen mit Partnerorganisationen, um auch nicht-tiermedizinische Bereiche abzudecken. Neben der tiermedizinischen Versorgung und Seuchenbekämpfung sind Tierärzte ohne Grenzen auch im Bereich Water, Sanitation and Hygiene (WASH), One Health und im Kampf gegen die vernachlässigten Tropenkrankheiten (NTDs) aktiv. In Ostafrika sind die Tierärzte ohne Grenzen e.V. unter dem Namen Vétérinaires Sans Frontières Germany bekannt.

## Entwicklung der Organisation
Im Jahr 1991 wurde der Verein als studentische Freiwilligeninitiative an der Tierärztlichen Hochschule Hannover gegründet. Dort befand sich die Bundesgeschäftsstelle, bis sie 2014 nach Berlin verlegt wurde. Seit den Anfängen hat sich die Organisation sehr dynamisch entwickelt, sodass der Verein heute mit 327 meist einheimischen hauptamtlichen Mitarbeitern in den Ländern Sudan, Kenia, Somalia, Äthiopien und Südsudan tätig ist. Das Regionalbüro Ostafrika in Nairobi koordiniert die Durchführung der Projekte. In Deutschland hat der Verein mehr als 500 Mitglieder und Fördermitglieder und engagiert sich dafür, die deutsche Öffentlichkeit über die Situation von Tierhaltern in Ostafrika zu informieren. Im Jahr 2022 hatte der Verein Einnahmen in Höhe von 19,9 Mio. Euro.
Seit einer im September 2023 beschlossenen Satzungsänderung, leiten mit Tinega Ong‘ Ondi und Christian Griebenow zwei Direktoren gemeinsam die Geschäfte von Tierärzte ohne Grenzen e.V. in paritätischer Besetzung. Auf diese Weise ist die Programmkompetenz formal in der obersten Leitung des Vereins präsent. Zugleich wird mit der neuen Organisationsform mehr Verantwortung an die Projektländer gegeben.

## Ziele
Die Arbeit im Sudan begann im Jahr 1998. Inzwischen ist der Verein auch in Kenia, Uganda, Somalia, Äthiopien und im Südsudan aktiv. Zielgruppe der Aktivitäten sind nomadisch oder halb-nomadisch lebende Menschen, deren Lebensgrundlage von der Tierhaltung abhängt.
Gemeinsam mit den Menschen vor Ort baut der Verein Basistiergesundheitssysteme auf, in denen Einheimische über ein mehrstufiges Trainingssystem zu Tiergesundheitshelfern ausgebildet werden. Sie können dann in ihrer Gemeinschaft selbständig und unabhängig agieren und sind auch für die Früherkennung von Tierseuchen sensibilisiert. Da die Tiergesundheitshelfer von den Gemeinden selbst ausgesucht werden, stoßen sie auf hohe Akzeptanz. Neben begleitenden Aktivitäten, wie dem Bau von Wasserstellen oder Schlachthäusern, finden auch andere Einkommen schaffende Maßnahmen wie Bienenzucht oder Ölproduktion statt.
Im Sudan spielt auch die Komponente der Konfliktbearbeitung eine große Rolle bei der Vereinsarbeit. Die tiermedizinische Arbeit hat sich hier als hervorragender Türöffner für Friedensgespräche zwischen verfeindeten Volksgruppen bewährt.
Aber auch Erwachsene – hauptsächlich diejenigen, die in der Veterinärmedizin arbeiten – gehören zu der Zielgruppe der Aktivitäten in Deutschland. So sind Tierärzte ohne Grenzen seit 2008 auch offizieller Partner des Welt-Tollwut-Tages, der jährlich von der Global Alliance for Rabies Control veranstaltet wird. Seit 2018 ist Tierärzte ohne Grenzen Mitglied im Koordinierungsausschuss für Humanitäre Hilfe des deutschen Auswärtiges Amt (KANK).
Die Projekte werden vornehmlich mit Mitteln der Europäischen Union (Europäisches Amt für humanitäre Hilfe und Katastrophenschutz (ECHO)), USAID, des Amts der Vereinten Nationen für die Koordinierung humanitärer Angelegenheiten (OCHA), des Auswärtigen Amts und von kirchlichen Gebern und aus privaten Spenden finanziert.

## Mitgliedschaften bei Verbänden und Netzwerken
Als Mitglied im Dachverband Vétérinaires Sans Frontières International engagiert sich Vétérinaires sans Frontières Germany/ Tierärzte ohne Grenzen e.V. gemeinsam mit 12 weiteren Vétérinaires sans Frontières, um global für die One Health, die tierärztliche Katastrophenhilfe und den Kampf gegen NTDs einzutreten.
Weitere Mitgliedschaften sind:
- Berliner Entwicklungspolitische Ratschlag
- Bundesverband der Veterinärmedizinstudierenden in Deutschland
- Coalition of European Lobbies on Eastern African Pastoralism
- Deutsche Netzwerk gegen vernachlässigte Tropenkrankheiten (DNTDs)
- Gesellschaft der Freunde der Tierärztlichen Hochschule Hannover
- Koordinierungsausschuss für Humanitäre Hilfe des deutschen Auswärtigen Amt (KANK)
- Verband Entwicklungspolitik und Humanitäre Hilfe deutscher Nichtregierungsorganisationen

Der Verein trägt das DZI-Spendensiegel und ist Unterzeichner der Initiative Transparente Zivilgesellschaft.